# Tiago Machado
Pour les articles homonymes, voir Machado.
Tiago José Pinto Machado, né le 18 octobre 1985 à Vila Nova de Famalicão, est un coureur cycliste portugais, membre de l'équipe Rádio Popular-Boavista. Professionnel depuis 2005. Après avoir été champion du Portugal du contre-la-montre espoirs en 2006 et 2007, il gagne le titre élite dans cette spécialité en 2009.

## Biographie

### 2005-2009: Boavista
En 2005, il dispute le championnat du monde de contre-la-montre espoirs à Madrid où il termine trentième.
En 2006, il remporte en mars sa première victoire sur le Tour des Terres de Santa Maria, dont il remporte le classement général. Il remporte en juin le classement général du Grand Prix Abimota, puis le championnat du Portugal espoirs de contre-la-montre. Il se signale en août en terminant deuxième de la 6e étape du Tour du Portugal ce qui lui permet alors de devenir deuxième du classement général. Il finit 14e du classement général final. Il termine deuxième du GP Vinhos Estremadura avant de disputer la course sur route du championnat du monde espoirs qu'il termine à la 46e place.

### 2010-2013: RadioShack puis RadioShack-Nissan
Réputé pour être un spécialiste des courses par étapes d'une semaine, Machado s'illustre en haut des classements généraux de certaines courses comme le Tour de l'Algarve qu'il termine à la troisième place ou encore une septième place de Tirreno-Adriatico derrière des coureurs comme Vincenzo Nibali, Ivan Basso et Cadel Evans, troisième du Critérium international, deuxième du Tour du Trentin derrière Michele Scarponi et devant Luca Ascani, sixième du Tour de Romandie et dixième du Tour de Pologne.

### 2014: chez NetApp-Endura
Le 16 octobre 2013, il s'engage avec l'équipe continentale professionnelle allemande NetApp-Endura pour la saison 2014. Il sera l'un des leaders pour les classements généraux, et un équipier pour Leopold König, autre leader de l'équipe. Il connaît un bon début de Tour de France. Figurant dans une échappée d'une vingtaine de coureurs qui arrivent à Mulhouse avec cinq minutes d'avance sur le peloton lors de la neuvième étape, il est alors troisième du classement général. Le lendemain, il chute à cent kilomètres de l'arrivée. Aidé par son coéquipier Andreas Schillinger, il parvient à rejoindre l'arrivée à La Planche des Belles Filles, hors délai mais repêché par le jury de course. Souffrant aux jambes et aux bras, il parvient néanmoins à terminer ce Tour, à la 72e place.
Au mois de septembre 2014, il se classe onzième du contre-la-montre masculin aux championnats du monde de cyclisme sur route organisé à Ponferrada en Espagne et devient le premier coureur cycliste portugais avec son compatriote Nélson Oliveira à terminer dans le "top 15" de cette épreuve.

### 2015-2018: Katusha
Fin 2014 Tiago Machado signe un contrat avec l'équipe Katusha pour la saison 2015. Il commence sa saison au Tour Down Under, dont il prend la douzième place. Huitième du classement général après l'étape de Willunga Hill, il recule de quatre places lors de la dernière étape après avoir chuté à six kilomètres de l'arrivée. Il est ensuite septième du Tour de Murcie, troisième du Tour d'Algarve, quatrième du Circuit de la Sarthe, deuxième du Tour de Bavière. Lors de ses championnats nationaux, il prend la troisième place de la course en ligne et la deuxième du contre-la-montre, où il est devancé de quatre secondes par Nelson Oliveira. En juillet, il dispute le Tour de France, afin d'épauler le leader de l'équipe Joaquim Rodríguez en montagne. Il termine l'épreuve en 72e position comme l'année précédente.
Au mois d'octobre 2016, il renouvelle son contrat avec l'équipe Katusha.
Sélectionné pour représenter son pays aux championnats d'Europe de cyclisme sur route en 2018, il se classe dix-huitième de l'épreuve contre-la-montre.

### Depuis 2019: retour au Portugal
En 2019, il quitte le World Tour et rejoint l'équipe continentale portugaise Sporting-Tavira. Après une saison, il signe en 2020 chez Efapel, puis en 2021 chez Rádio Popular-Boavista.

## Palmarès et classements mondiaux

### Palmarès
| - 2006 - Champion du Portugal du contre-la-montre espoirs - Circuit d'Alenquer - 4eb étape du Grande Prémio Vinhos da Estremadura - Tour des Terres de Santa Maria da Feira - Grand Prix Abimota - Circuit de São Bernardo - 2e du Grande Prémio Vinhos da Estremadura - 2e du Grande Prémio Internacional Paredes Rota dos Móveis - 2007 - Champion du Portugal du contre-la-montre espoirs - Grand Prix Gondomar : - Classement général - 2e étape - Circuit de Malveira - 2e du Grand Prix du Portugal - 2008 - Classement général du Trophée Joaquim-Agostinho - Circuit de Nafarros - 2e du championnats du Portugal sur route - 2e du championnats du Portugal du contre-la-montre - 2e du Grand Prix Gondomar - 2009 - Champion du Portugal du contre-la-montre - 2e du Tour des Asturies - 2e du Trophée Joaquim-Agostinho - 3e du Grande Prémio Crédito Agrícola de la Costa Azul - 3e du Grand Prix Liberty Seguros - 2010 - 2eb étape du Circuit de la Sarthe (contre-la-montre) - 2e du Circuit de la Sarthe - 3e du Tour de l'Algarve - 3e du Critérium international - 6e du Tour de Romandie - 10e du Tour de Pologne | - 2011 - 2e du Tour du Trentin - 7e de Tirreno-Adriatico - 2012 - 3e du Tour Down Under - 8e du Tour de Pologne - 2013 - 2e du championnat du Portugal sur route - 9e du Tour Down Under - 2014 - Classement général du Tour de Slovénie - 2e du Tour de Murcie - 3e du championnat du Portugal sur route - 3e du Critérium international - 2015 - 2e du championnat du Portugal du contre-la-montre - 2e du Tour de Bavière - 3e du championnat du Portugal sur route - 3e du Tour de l'Algarve - 2018 - Prova de Abertura - 3e du championnat du Portugal du contre-la-montre - 2020 - 3e du championnat du Portugal du contre-la-montre - 2022 - Circuit de Moita |  |

### Résultats sur les grands tours

#### Tour de France
3 participations
- 2014 : 72e
- 2015 : 72e
- 2017 : 74e

#### Tour d'Italie
2 participations
- 2011 : 19e[20],[21]
- 2013 : 36e

#### Tour d'Espagne
5 participations
- 2011 : 32e
- 2012 : 40e
- 2015 : 36e
- 2016 : 85e
- 2018 : 79e

### Classements mondiaux
| Année                  | 2006 | 2007 | 2008 | 2009 | 2010 | 2011 | 2012 | 2013 | 2014 | 2015 | 2016 | 2017 |
| ---------------------- | ---- | ---- | ---- | ---- | ---- | ---- | ---- | ---- | ---- | ---- | ---- | ---- |
| Calendrier mondial UCI |      |      |      |      | 87e  |      |      |      |      |      |      |      |
| UCI World Tour         |      |      |      |      |      | 99e  | 57e  | 146e |      | 205e |      | 314e |
| UCI Oceania Tour       |      |      |      |      |      |      |      |      |      |      | 83e  |      |
| UCI America Tour       |      |      |      |      |      |      |      |      | 61e  |      | 440e |      |
| UCI Europe Tour        | 352e | 134e | 143e | 29e  |      |      |      |      | 15e  |      | 684e | 720e |